# Carl-Humann-Gymnasium
Das Carl-Humann-Gymnasium ist ein allgemeinbildendes Gymnasium in der kreisfreien Großstadt Essen in Nordrhein-Westfalen.

## Geschichte

### Anfänge
Am 21. Oktober 1854 wurde die Genehmigung zur Errichtung einer Rektoratsschule in der damals selbständigen Stadt Steele erteilt. Nachdem sie sich zunächst in der Straße Alte Zeilen befand, bezog man 1856 zwei Räume in der Fürstin-Franziska-Christine-Stiftung.

### Von der Rektoratsschule zum Gymnasium
Nach dem Deutsch-Französischen Krieg 1870/71 wurde aufgrund des darauffolgenden Wirtschaftsaufschwungs durch den Steeler Stadtrat der Bau eines neuen Schulgebäudes beschlossen. Es handelt sich dabei um das 1877 erbaute Gebäude des heutigen Kulturzentrums Grend an der Ecke Westfalenstraße/Paßstraße. Aus dem Jahr 1894 stammt eine Schulfahne mit der Abbildung von Maria und Jesus und der Aufschrift SEDES SAPIENTIAE. Rückseitig befindet sich das Wappen der Stadt Steele mit der Umschrift INITIUM SAPIENTIAE TIMOR DOMINI (Der Anfang der Weisheit ist die Gottesfurcht).
Ende des 19. Jahrhunderts wurde die Rektoratsschule zu einem Progymnasium ausgebaut. Nachdem 1897 eine Obertertia und 1898 eine Untersekunda eingerichtet wurde, folgte 1899 die endgültige Genehmigung zum Betrieb als Progymnasium. Unter der Leitung des 1901 ins Amt eingeführten Schulleiters Anton Wirtz, der vom Burggymnasium in Essen nach Steele kam, wurde aus der Schule ein Vollgymnasium mit den Jahrgangsstufen Obersekunda (1901), Unterprima (1902) und Oberprima (1903). 1904 nahm das Schulgebäude am Laurentiusweg seinen Betrieb auf.

### Zweiter Weltkrieg und die Folgen
Das Schulgebäude am Laurentiusweg wurde nach dem Großangriff der Alliierten vom 5. März 1943 als Notaufnahme für Menschen aus dem Umkreis genutzt, die durch das Bombardement ihre Bleibe verloren und ausgebombt worden waren. Im April des Jahres folgte die Kinderlandverschickung. Erst zwei Jahre später, kurz vor Kriegsende im März und April 1945, erlitt das Schulhaus Bombentreffer und weitere schwere Beschädigungen durch Artilleriebeschuss.
Einige Kriegsschäden wurden ab August 1945 notdürftig repariert. Infolge wurde der Unterricht am 2. November 1945 wieder neu aufgenommen. Als die Raumnot in der Nachkriegszeit sehr hoch war, nutzte das Humboldtgymnasium, die heutige Frida-Levy-Gesamtschule, bis Mitte der 1950er Jahre Räumlichkeiten des Carl-Humann-Gymnasiums. Ebenfalls standen Räume in einer Baracke auf dem Schulhof sowie in der nahen Laurentiusschule zur Verfügung.

### Von den 1950er Jahren bis heute
1954 erhielt das Carl-Humann-Gymnasium die Genehmigung zum Aufbau eines mathematisch-naturwissenschaftlichen Zweigs, für den daraufhin im Jahr 1957 ein dreigeschossiger Erweiterungsbau fertiggestellt wurde. In diesem Jahr gab es erstmals eine fünfte Klasse mit Englisch als Fremdsprache, was sich jedoch zunächst nicht durchsetzte, da die Schule auf Latein als erste Fremdsprache bestand.
In den 1960er Jahren stiegen die Schülerzahlen im Großraum Steele, auch durch neu entstehende Wohnsiedlungen wie dem Bergmannsfeld und dem Isinger Feld, deutlich an. Die Zahl der Gymnasiasten stieg von 9000 im Jahr 1962 auf 15.500 im Jahr 1968. Mit Beginn des Schuljahres 1968 wurden am Carl-Humann-Gymnasium in Steele je drei Eingangsklassen für das Gymnasium an der Wolfskuhle gemeldet, die erst ab 1974 eigene Schulgebäude besaß.
1972 folgte die Koedukation, so dass erstmals Mädchen das bis dahin ausschließlich Jungen vorbehaltene Gymnasium besuchen durften. Seit Ende der 1960er Jahre gab es bereits erste weibliche Lehrkräfte.

### Namensgebung
Während einer Ausstellung zu bedeutenden Persönlichkeiten der ehemaligen Stadt Steele (sie wurde 1929 zu Essen eingemeindet) und der Stadt Essen in der Schule entstand die Idee zur Benennung des Gymnasiums nach dem Ingenieur, Architekten und Klassischen Archäologen Carl Humann, der 1839 in Steele geboren wurde. Er ist als Entdecker des Pergamonaltars bekannt. Zum Festakt der Namensgebung am 22. Juni 1935 war seine damals 85 Jahre alte Schwester erschienen. Neben dem Haupteingang wurde eine Büste Humanns enthüllt.

### Schulgebäude
Am 17. Mai 1904 wurde das „nach Vorbildern der Nordischen Renaissance im Stil der Neurenaissance erbaute“ Schulgebäude am Laurentiusweg bezogen. Es wurde, nach einem von der Stadt Steele ausgeschriebenen Wettbewerb unter den Mitgliedern des Architektenvereins Köln, ab 1902 nach Plänen des Architekten Otto Müller-Jena (1875–1958) erbaut und steht seit dem 13. Juli 1995 unter Denkmalschutz. Das dreietagige Schulhaus steht auf einem polygonalen Grundriss. Das Bruchsteinmauerwerk des Hauptgebäudes mit Eingang vom Laurentiusweg ist repräsentativ gegliedert und hat einen geschweiften Giebel. Das Eingangsportal selbst besitzt zwei gekuppelte Vollsäulen mit aufgesetztem Dreiecksgiebel, der die Inschrift MUSIS PATRIAEDEO (Den Musen, dem Vaterland und Gott) trägt. Zur Umbenennung 1935 folgte im Torbogen darunter der neue Schulname Karl Humann Gymnasium. Das innere Treppenhaus besitzt ein durch Säulen gestütztes Kreuzgratgewölbe. Der ursprünglich errichtete Gebäudeflügel mit der Direktorenwohnung und die zugehörige Turnhalle wurden in den 1960er Jahren abgerissen und durch damals moderne Erweiterungstrakte ersetzt.

## Kooperationen
Die Schule kooperiert mit
- der Folkwang-Musikschule
- der Partnerschule Kitokolo in Uganda
- dem Anglistischen Seminar der Ruhr-Universität Bochum
- dem Volleyball Verein Humann Essen (VVH)
- dem Haus der Essener Geschichte / Stadtarchiv
- dem Steelenser Softwareunternehmen Mauve
- dem zdi-MINT-Netzwerk Essen
- dem Erasmus+-Programm

## Ehemalige Schüler
- Josef Meermann (1888–1965), studierte Nationalökonomie sowie Rechts- und Staatswissenschaften in Bonn, Freiburg im Breisgau, Münster und Straßburg. Nach der Promotion 1912 machte er eine praktische Ausbildung im Bankfach bei der Rheinischen Bank in Essen und besuchte die Höhere Fachschule für Spinnerei, Weberei und Wirkerei in Reutlingen. Anschließend erfolgte der Eintritt ins elterliche Geschäft, einem Textil-Einzelhandelsunternehmen.
- Theodor Blank (1905–1972), legte 1936 als Externer seine Abiturprüfung am Carl-Humann-Gymnasium ab; Politiker der CDU. Blank baute auf und leitete das nach ihm benannte Amt Blank, eine Vorgängerinstitution des Bundesverteidigungsministeriums. Von 1955 bis 1956 war er der erste Bundesminister für Verteidigung der Bundesrepublik Deutschland und von 1957 bis 1965 Bundesminister für Arbeit und Sozialordnung.
- Heinrich Rüth CSSp (1913–2006), Abitur 1934, Bischof von Cruzeiro do Sul (Brasilien)
- Gisbert Kranz (1921–2009; Pseudonym: Kris Tanzberg), Schriftsteller, Literaturwissenschaftler, Biograph, Pädagoge und römisch-katholischer Theologe
- Dietrich Hermann Reick (1928–2012), Maler, Grafiker, Filmer sowie Objekt- und Aktionskünstler
- Alfred Herrhausen (1930–1989), Bankmanager und Vorstandssprecher der Deutschen Bank
- Horst Albach (1931–2021), Ökonom
- Michael Bacht (* 1947), Objekt- und Installationskünstler
- Rolf Hempelmann (* 1948), Politiker (SPD), Gymnasiallehrer, Oberstudiendirektor, von 1994 bis 2013 Mitglied des Deutschen Bundestages, von 1998 bis 2008 Präsident des Fußballvereins Rot-Weiss Essen
- Stephan Holthoff-Pförtner (* 1948), Politiker (CDU), Rechtsanwalt und Medienunternehmer
- Kai Krause (* 1957), Software-Entwickler, Designer von Mensch-Maschinen-Schnittstellen und Musiker
- Bernd Ulrich (* 1960), Journalist und stellvertretender Chefredakteur der Wochenzeitung Die Zeit
- Gerhard Klimeck (* 1966), Wissenschaftler, Hochschullehrer, Fachbuchautor auf dem Gebiet der molekularen Nanotechnologie und Elektrotechnik
- Stefan Keuter (* 1972), Politiker (AfD)
- Till Kaesbach (* 1985), politischer Beamter (CDU)